# Qurratulain Hyder
Qurratulain Hyder (urdu: قرۃ العین حیدر, auch Qurratulain Haider; * 20. Januar 1927 in Aligarh, Uttar Pradesh; † 21. August 2007 in Noida, Uttar Pradesh) war eine indische Schriftstellerin. Sie zählte zu den führenden Schriftstellerinnen in Urdu.

## Leben
Hyder begann schon mit elf Jahren mit dem Schreiben. Nach der Teilung Indiens im Jahre 1947 ging sie nach Abschluss ihrer Ausbildung  1947 nach Pakistan, um sich dauerhaft niederzulassen. Dort arbeitete sie an Dokumentarfilmen. Später verbrachte sie einige Jahre in Großbritannien und arbeitete dort für die BBC, bevor sie 1961 nach Indien zurückkehrte und dort bis zu ihrem Tod lebte.
Neben dem Schreiben von Romanen und Kurzgeschichten, arbeitete sie als Journalistin im Radio und für Zeitschriften. Sie arbeitete mit renommierten Publikationen wie Imprinted und Illustrated Weekly of India zusammen und wirkte als Gastdozentin an verschiedenen Universitäten auf der ganzen Welt. Hyder starb 2007 nach längerer Krankheit.

## Literarisches Werk
Qurratulain Hyder hat Romane und Sammlungen von Kurzgeschichten verfasst. Hyder verwendete in ihren literarischen Schriften die Technik des Stream of Consious.
Zu ihrem Werk gehören zwölf Romane. Der bekannteste ist Aag ka einiya (Fluss des Feuers), und zahlreiche Kurzgeschichten. Tenor vieler Bücher war der Schmerz, den die Teilung Indiens auslöste. Sie erhielt mehrere indische Literaturpreise, darunter den Sahitya Akademi Award (1967) und den Jnanpith Award (1989). Sie ist Trägerin des Padma Shri.
Daneben übersetzte sie auch diverse Klassiker.

## In Englisch übersetzte Bücher
- Woman's Life. Novelle, Chetana Publications 1979
- Sound of the Falling Leaves. Sammlung von Kurzgeschichten, Asia Publishing House 1996
- River of Fire. Roman, New Directions Publishing 1999
- Season of Betrayals. Sammlung von Kurzgeschichten, Oxford University Press 2000
- Fireflies in the Mist. Roman, New Directions Publishing 2010
- Exiles. Sammlung von Kurzgeschichten, Vorwort Nadeem Aslam, Hesperus Press 2011

## Ins Deutsche übersetzte Bücher
- Der Fotograf (Kurzgeschichte, gekürzt, übersetzt von Mujahid Husain Zaidi und Rudolf Wunderlich), in: ...ganz unten, wie Shesha, bin ich. Frankfurt/M. 1986 : 69-73.
- Der Qalandar (Kurzgeschichte, übersetzt von Ursula Rothen-Dubs), in: Allahs indischer Garten, Frauenfeld 1989: 446-465.
- Der Berg der Fakire (Kurzgeschichte, übersetzt von Christina Oesterheld), in: Erkundungen. 23 Erzählungen aus Indien. Berlin 1990: 165-177.
- Die wechselvollen Schicksale der Andalib Bano (Romanauszug, übersetzt von Christina Oesterheld), in: Gesteht’s! die Dichter des Orients sind größer. Urdu-Literatur. Berlin 1991: 38-53.
- Romanauszüge aus Ag ka darya und Chandni Begam (übers. von Christina Oesterheld) in Flucht und Identität im Spiegel indischer und deutscher Gegenwartsliteratur, Berlin 1991: 71-79